# نوگرادساکال
نوگرادساکال (به مجاری:  Nógrádszakál) یک منطقهٔ مسکونی در مجارستان است که در نوگراد واقع شده‌است. نوگرادساکال ۱۸٫۷۹ کیلومتر مربع مساحت و ۶۳۶ نفر جمعیت دارد.